# 日本ホーリネス教団
日本ホーリネス教団（にほんホーリネスきょうだん）は、佐藤義則が代表を務める日本の宗教法人である。

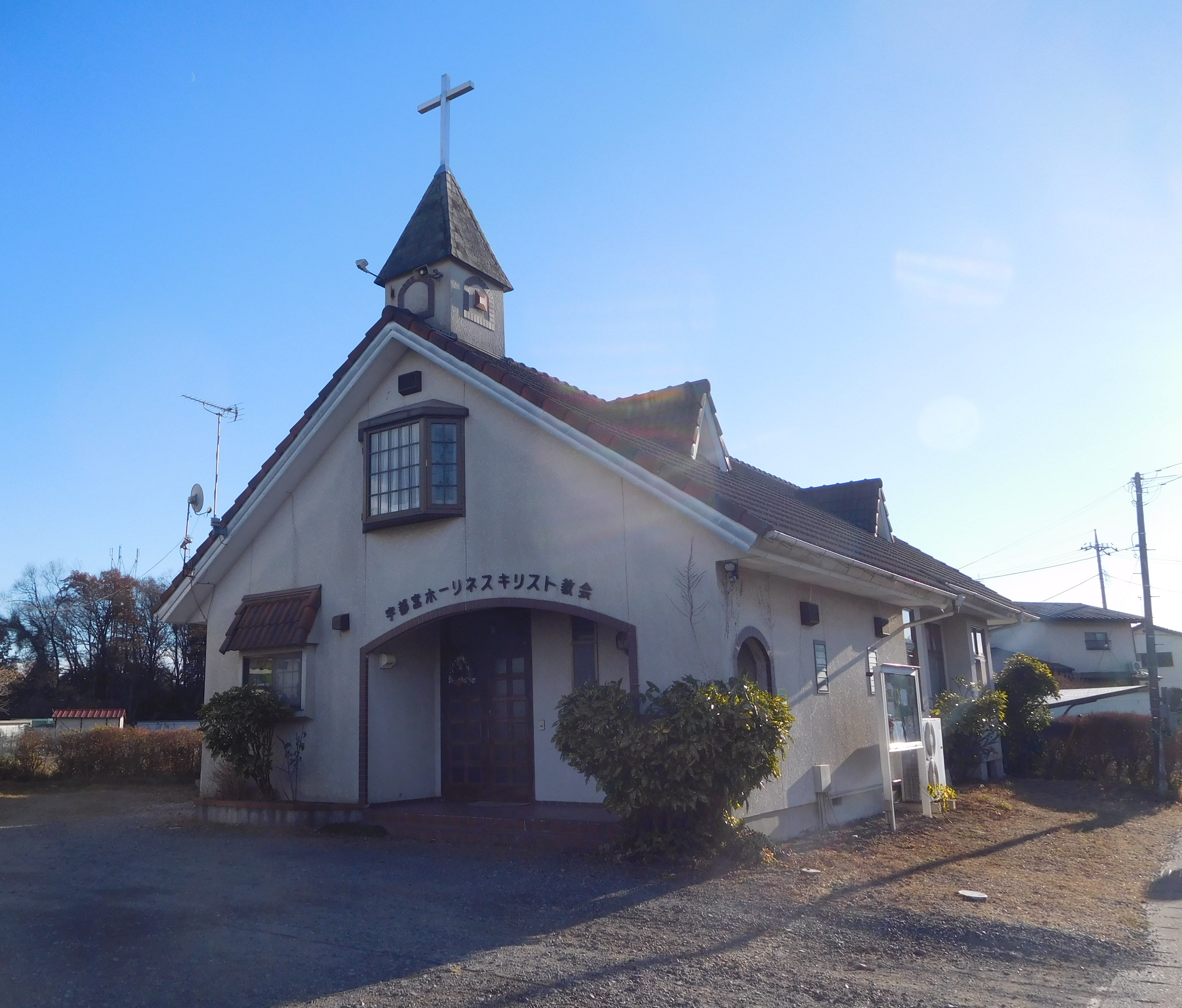
日本ホーリネス教団の教会（宇都宮ホーリネスキリスト教会）

プロテスタント系のキリスト教団でホーリネス運動の流れを汲む。日本福音同盟に加盟している。

## 沿革
第二次世界大戦中に、日本ホーリネス教会の流れを汲むホーリネス系の団体である日本基督教団第六部（旧日本聖教会）と九部（旧きよめ教会）などは弾圧を受けて、政府より解散させられた。（ホーリネス弾圧事件）
1945年、第二次世界大戦が終わると信仰の自由は回復され、ホーリネスの伝道者たちも日本基督教団の教職に復職した。旧日本聖教会に所属する教会は、戦後もしばらく日本基督教団の中でホーリネスの群を組織していたが、合同教団内にあっては、聖書信仰、四重の福音、中でも明確なる聖潔の旗印は、ボヤかされるおそれがあった。そのことを痛感しつつあった車田秋次のところに、当時、レテー・カウマン（″荒野の泉″その他の著者）が第2代総理となっていた東洋宣教会の本部（米国）より、ホーリネス教会再建に関する申入れが寄せられた。
これにより車田は、1949年6月6日東京台東区の桂山まさ宅に集まり、「日本ホーリネス教団」を設立して、日本基督教団を離脱する宣言書を発表した。さらに、同年10月、日本基督教団ホーリネスの群の年会において、「日本基督教団離脱」と「ホーリネス教会復興の決意」を発表し正式に教団として発足した。
最初は、日本ホーリネス教団の趣旨に同意する旧日本聖教会の関係者は少なかったが、のちに各地より参入者が起こった。車田秋次、山崎亭治、尾花晃が指導者になった。
1949年6月6、7日に、東京都台東区の上野教会（当時桂山宅におかれていた）において「日本ホーリネス教会」創立総会を開いた。そこで、新教会（教団）創立に関する議決がなされ、その宣言が行われた。この「日本ホーリネス教会」は、その後間もなく日本ホーリネス教団と改められ、かくてここに組織された新しいホーリネス教団は東洋宣教会との提携のもとに働きが進められることになり、旧日本聖教会の代表であった車田秋次が初代総理に就任した。
翌年、米田豊も加わり、戦前のホーリネス系の伝道者が参入した。1950年創立の東京聖書学院を卒業する教職者が加わり勢力が拡大した。1964年の第16年会では、教会数106、会員数4,877名、教役者数 222名になった。
日本ホーリネス教団立神学校の東京聖書学院は、かつて柏木聖書学院が1904年以来あった東京都新宿区柏木（当時）の同じ場所に1950年に創立された。1963年秋、東京都東村山市廻田町に移転し、それに伴って教団本部もここに移転した。
1967年の第7総会においては、教団規則の大幅な改正を行い、特に「総理制」から「委員制」に変え、責任役員9人とその中で代表役員に本郷善次郎を選挙した。そして、1997年の第34総会の報告によると、教団は教会数164、会員数12,448名、教役者数368名になった。
また、同総会で「日本ホーリネス教団の信仰告白」と「日本ホーリネス教団の戦争責任に関する私たちの告白」を審議し、決議した。

### Ｋ元牧師性加害事件
2011年3月21日にこの事件について16ページのレポートで、公式サイトから公開されている。教団のより本質的な「あり方」への問いであり、啓蒙活動や教育活動や体制を今後の課題としてあげている。
なお、この事件で自死した被害女性の母親が、性暴力を今後防いでいくために、事件の経過についてまとめた小冊子を自費出版した。

## 宣言書
我等は従来日本基督教団の中に在りてホーリネスの群を形成し、聖潔の証を立てて来たのである。今回一教団として自主的行動をとる必要を痛感して、同志の協力を得、旧新約聖書を神の言と信じ四重の福音を骨子とする日本ホーリネス教会を組織し、もって日本教化の大業に任ずべきことを宣言する。

昭和二十四年六月六日
日本ホーリネス教会
代表　車田　秋次
外　五十三名

## 主な牧師
- 車田秋次（くるまだ あきじ,1887年-1987年）日本ホーリネス教団の創設者、指導者。
- 米田豊（よねだ ゆたか,1884年－1976年）
- 村上宣道（むらかみ のぶみち,1933年-）
- 小林和夫（こばやし かずお,1933年-2024年）
- 松木祐三（まつき ゆうぞう,1935年-2002年）